# Dr. Adder
Dr. Adder è un romanzo di fantascienza dello scrittore statunitense K. W. Jeter pubblicato nel 1984.

## Storia editoriale
Il romanzo, scritto nel 1972, è stato pubblicato solo nel 1984, per lungo tempo rifiutato dagli editori a causa dei toni crudi e delle tematiche trattate; tuttavia, tra i più accesi sostenitori della qualità dell'opera, antesignana del sotto genere cyberpunk, vi era Philip K. Dick che aveva avuto modo di leggere il romanzo in bozza, tessendone le lodi e sostenendolo tra gli editori. Seppure l'opera è stata definita proto-cyberpunk, Jeter non si riconosce in tale corrente, affermando che il romanzo non ha nulla a che fare con il cyberpunk, di non essere stato influenzato dal genere e di non vedere in che modo le sue opere possano aver influito in tale filone della fantascienza. Ha affermato inoltre che le difficoltà affrontate nella pubblicazione di Dr. Adder si debbano ricondurre al fatto che quando aveva proposto il romanzo a vari editori era ancora uno scrittore sconosciuto alla sua prima opera e che essi non erano propensi ad affrontare il rischio di investire su di un'opera di un inedito scrittore.
Il romanzo è il primo di una quadrilogia con protagonista l'omonimo dottore, seguito dai romanzi Telemorte (The Glass Hammer, 1985), Death Arms (1987) e Alligator Alley (1989), quest'ultimo firmato con lo pseudonimo di "Mink Mole & Dr. Adder" e solo lontanamente collegato alle precedenti tre opere.
In Italia il romanzo è stato pubblicato nel 1995 per l'editore Fanucci.

## Trama
(K. W. Jeter, Dr. Adder)
Il Dr. Adder è un chirurgo che lavora principalmente sulle prostitute, mutilandole o modificandone i corpi dietro loro richiesta, per venire incontro alle perversioni sessuali dei clienti. Le attività del Dr. Adder sono osteggiate da John Mox, leader della "Video chiesa delle forze morali" una congregazione religiosa che con atti terroristici tenta di imporre la morale e il decoro.
Limmit vive nella provincia statunitense e lavora in un allevamento di galline geneticamente modificate. Gli viene proposto di recarsi a Los Angeles per consegnare un pacco al Dr. Adder dietro lauto compenso. Limmit, pur non essendo mai stato nella metropoli e ignaro dei pericoli, accetta licenziandosi.
Limmit rintraccia il Dr. Adder nella zona di Los Angeles chiamata "Interfaccia", dove vige l'anarchia e centro di innumerevoli attività illegali. A seguito dell'uccisione del suo assistente, il dottore assume Limmit come suo braccio destro. Il pacco risulta contenere l'ultimo esemplare di un'arma di distruzione di massa, il "guanto di fuoco", il cui possesso è diventato illegale. Si scopre che il guanto era stato consegnato a Limmit su ordine del telepredicatore John Mox nella speranza che, una volta consegnato al Dr. Adder, quest'ultimo potesse essere incriminato per aver preso in custodia l'arma. Adder viene attaccato dai fanatici sostenitori di Mox e, per difendersi, attiva il guanto di fuoco innestato sul moncherino di un braccio del dottore, appositamente amputato. Tuttavia l'arma, per poter funzionare senza pericoli per l'utilizzatore, necessitava di un tempo di assestamento che Adder, nella fretta, non rispetta, cadendo in coma. Nel frattempo, Limmit attraversa le fogne per consultare il Visitatore, un'intelligenza aliena imprigionata dal Governo molto tempo addietro, che tuttavia si rivela in stato di demenza. Quando Dr. Adder riesce a risvegliarsi dal coma, si confronta con Mox in uno scontro finale che vedrà vincente il dottore. Si scoprirà che Mox era il padre scomparso di Limmit, famoso scienziato e inventore del guanto. Limmit, al termine delle vicende, decide di ritornare all'allevamento di galline a Phoenix.

## Edizioni
- K. W. Jeter, Dr. Adder, postfazione di Philip K. Dick, 1ª ed., New York, Bluejay Books, marzo 1984, ISBN 978-0-312-94099-7.
- (FR) K. W. Jeter, Dr. Adder, traduzione di Michel Lederer, Présence du Futur, n. 409, Parigi, Denoël, ottobre 1985, ISBN 978-2-207-30409-9.
- K. W. Jeter, Dr. Adder, traduzione di Fabio Zucchella, Collana Il Libro d'Oro, n. 86, Roma, Fanucci, novembre 1995, ISBN 8834705165.
- K. W. Jeter, Dr. Adder, traduzione di Fabio Zucchella, Collana Economica Tascabile, n. 48, Roma, Fanucci, dicembre 1996, ISBN 8834705505.
- K. W. Jeter, Dr. Adder, traduzione di Fabio Zucchella, Milano, Euroclub, 1996.
- (DE) K. W. Jeter, Dr. Adder, traduzione di Sara Schade, Phantasia Paperback Science Fiction, n. 1004, Bellheim, Edition Phantasia, gennaio 2006, ISBN 978-3-937897-13-4.